# Willy Rasche
Willy Rasche (* 27. Oktober 1914 in Essen; † 3. August 1992) war ein deutscher Politiker der FDP.

## Ausbildung und Beruf
Willy Rasche besuchte die Grundschule und die Realschule, an der er die Mittlere Reife erlangte. Danach war er zwei Jahre lang Praktikant. Zum 1. Mai 1933 trat Rasche der NSDAP bei (Mitgliedsnummer 3.478.282). Er belegte ein Studium an der Höheren Technischen Lehranstalt für Hoch- und Tiefbau in Köln, an der er das Abschlussexamen als Bauingenieur machte. Im Anschluss arbeitete er als Bauingenieur. Rasche war von 1939 bis 1945 Kriegsteilnehmer. Von 1946 bis 1978 war er als selbstständiger Bauunternehmer tätig. Ab 1948 war er Vorstandsmitglied der Bauinnung Düsseldorf. Von 1955 bis 1978 war er Mitglied des Präsidiums des Bundes Deutscher Baumeister, Architekten und Bauingenieure e.V. in Bonn.

## Politik
Willy Rasche war Mitglied der FDP und von 1951 bis 1955 deren stellvertretender Kreisvorsitzender in Düsseldorf sowie von 1957 bis 1965 1. Vorsitzender des Kreisverbandes der FDP Düsseldorf. Von Oktober 1952 bis 1964 fungierte er als Ratsherr und von 1961 bis 1964 wirkte er als Bürgermeister der Stadt Düsseldorf. 
Willy Rasche war vom 21. Juli 1958 bis zum 6. November 1961 Mitglied des 4. Landtages von Nordrhein-Westfalen, in den er über die Landesliste einzog und aus dem er vorzeitig ausschied.